# Lysandra niesiolowskii
Lysandra niesiolowskii är en fjärilsart som beskrevs av Prüffer 1922. Lysandra niesiolowskii ingår i släktet Lysandra och familjen juvelvingar. Inga underarter finns listade i Catalogue of Life.